# Wet overdracht tenuitvoerlegging strafvonnissen
De Wet overdracht tenuitvoerlegging strafvonnissen (WOTS) is een Nederlandse wet die de overname van buitenlandse strafrechtelijke beslissingen door Nederland en de overdracht van Nederlandse strafrechtelijke beslissingen naar het buitenland regelt. Onder deze beslissingen vallen zowel vonnissen en arresten die gewezen zijn naar aanleiding van een strafbaar feit, als ook bestuursrechtelijk opgelegde sancties en maatregelen die open staan voor beroep bij de rechter. De overname en overdracht van strafvonnissen is een vorm van primaire rechtshulp. Zij onderscheidt zich van uitlevering, doordat bij uitlevering de opgeëiste persoon wordt overgedragen om een buitenlandse vrijheidstraf in het buitenland uit te zitten; bij de overdracht van strafvonnissen zit de veroordeelde een buitenlandse straf in het eigen land uit.

## Algemeen
Nederland voert alleen buitenlandse rechterlijke beslissingen uit indien het een verdragsrelatie, die voorziet in de tenuitvoerlegging van buitenlandse vonnissen, heeft met die staat. Voorbeelden van zulk een verdrag zijn het Europees verdrag inzake de internationale geldigheid van strafvonnissen (EVIG) en het Verdrag inzake de overbrenging van gevonniste personen (VOGP), maar ook een algemener verdrag als het Verdrag van de Verenigde Naties tegen de sluikhandel in verdovende middelen en psychotrope stoffen voorziet in overname van sancties. Het WOTS strekt zich niet alleen uit tot de overdracht van vrijheidsbenemende sancties, maar geldt ook voor 'vermogenssancties, voorwaardelijke beslissingen, de toezicht op de naleving van in het buitenland opgelegde voorwaarden, verstekvonnissen, beslissingen tot ontzegging van een bevoegdheid of ontzetting uit een recht en de overname van buitenlandse vonnissen zonder sanctie.' De WOTS geldt niet voor een buitenlandse veroordeling tot betaling van de proceskosten of een schadevergoeding, noch valt sanctie van de onttrekking aan het verkeer onder het bereik van de WOTS. Binnen de Europese Unie geschiedt de overname en overdracht van strafvonnisen tegenwoordig op basis van verschillende kaderbesluiten, waarvan de Wet wederzijdse erkenning en tenuitvoerlegging vrijheidsbenemende en voorwaardelijke sancties de Nederlandse procedure regelt.